# James Cumming
James Cumming (ur. 22 kwietnia 1886, zm. 8 grudnia 1964) – szkocki piłkarz, który występował na pozycji skrzydłowego.
W kwietniu 1913 podpisał kontrakt z Manchesterem City. W latach 1915–1917 występował gościnnie w Aberdeen. W marcu 1920 odszedł do West Ham United.